# Стоговець
Стогове́ць — річка в Українських Карпатах, у межах Рахівського району Закарпатської області. Ліва притока (головний витік) Білої Тиси (басейн Дунаю).

## Опис
Довжина 15 км, площа водозбірного басейну 99,3 км². Похил річки 57 м/км. Річка типово гірська, зі швидкою течією, кам'янистим дном та вузькою, залісненою долиною. Річище слабозвивисте.

## Розташування
Стоговець бере початок на південний схід від села Луги, на західних схилах гори Стіг (звідси назва річки). Тече переважно на північний захід між масивом Рахівські гори та південно-східними відногами Чорногори. На південний схід від села Луги приймає праву притоку Бальзатул, даючи початок Білій Тисі.